# Da Oskar ville op i himlen
|  | Denne artikel er oprettet af botten Steenthbot ud fra en ekstern database. Den kan derfor have sproglige fejl eller mangler. Denne skabelon kan fjernes efter kontrol af indholdet. |

Da Oskar ville op i himlen er en dansk kortfilm fra 2008 instrueret af Franz M.H. Bomberg.

## Handling
Oskar og hans lillesøster, Ida, glæder sig til at få en ny lillesøster, Nanna. Men hun dør uforudsigeligt ved fødslen, og forældrene vender sig indad i deres sorg. Børnene efterlades alene med deres egne bekymringer, og sammen med et mærkeligt fantasivæsen beslutter Oskar sig for, at Nanna ikke skal være alene i himlen. Børnene bygger en flyvemaskine for at komme op i himlen til Nanna. Men før eller siden må Oskar indse, at man ikke kan flyve op i himlen til de døde.